# Sinularia
Este género de corales pertenece a los llamados corales blandos, así denominados porque, al contrario de los corales duros del orden Scleractinia, no generan un esqueleto de carbonato cálcico, por lo que no son generadores de arrecife. Como sustento de su estructura presentan pequeñas espículas de carbonato cálcico denominadas escleritos. La forma, distribución y grosor de estos escleritos, se emplea para determinar, sin margen de error, la especie a la que pertenece cada individuo recolectado. Su nombre común es coral cuero arbóreo.

## Morfología
Las colonias de pólipos suelen tener forma arbórea, con un pie alargado sobre el que se desarrollan varias ramificaciones, en cuyo extremo brotan los pólipos, que tienen 8 tentáculos, subclase Octocorallia, y se pueden retraer totalmente.
El extremo inferior de la colonia se fija al sustrato o a la roca, a través de unos potentes músculos que impide sea arrancado. Es tal la fuerza de unión que para quitar un Sinularia de su ubicación es preciso romper la roca a la que está fijado.
Como todos los corales cuero, mudan la piel y necesitan de corrientes moderadas para desprenderse de esta forma de las toxinas y plagas acumuladas.
Según la especie y el hábitat presenta colores varíados: blanco, crema, marrón, rosa, verde o amarillo.

## Especies
Comúnmente, son más frecuentes en acuariofilia las siguientes especies:
- Sinularia flexibilis - Ramas delgadas sobre un gran tronco central
- Sinularia abrupta - Las ramas de los pólipos son extremadamente cortas
- Sinularia brassica (Coliflor) - Forma lobulada sin apariencia arbórea
- Sinularia mollis - Similar a los flexibilis, extensiones más largas de ramas
- Sinularia polydactyla - Brazos largos en forma de dedos
- Sinularia asterolobata - Brazos rechonchos más cortos que la polydactyla en forma de dedos

El Registro Mundial de Especies Marinas acepta las siguientes especies en el género:
| - Sinularia abhishiktae. van Ofwegen & Vennam, 1991 - Sinularia abrubta. Tixier-Durivault, 1970 - Sinularia acetabulata. Verseveldt & Tursch, 1979 - Sinularia acuta. Manuputty & van Ofwegen, 2007 - Sinularia agilis. (Tixier-Durivault, 1970) - Sinularia andamanensis. Thomson & Simpson, 1909 - Sinularia anomala. Verseveldt & Benayahu, 1983 - Sinularia arborea. Verseveldt, 1971 - Sinularia arctium. Dautova & Savinkin, 2009 - Sinularia asterolobata. Verseveldt, 1977 - Sinularia australiensis. van Ofwegen, Benayahu & McFadden, 2013 - Sinularia babeldaobensis. van Ofwegen, 2008 - Sinularia barcaformis. Verseveldt & Benayahu, 1983 - Sinularia bisulca. van Ofwegen, 2008 - Sinularia brassica. May, 1898 - Sinularia bremerensis. van Ofwegen, 2008 - Sinularia candidula. Verseveldt & Benayahu, 1983 - Sinularia capillosa. Tixier-Durivault, 1970 - Sinularia capitalis. (Pratt, 1903) - Sinularia capricornis. Dautova, van Ofwegen & Savinkin, 2010 - Sinularia ceramensis. Verseveldt, 1977 - Sinularia compacta. Tixier-Durivault, 1970 - Sinularia compressa. Tixier-Durivault, 1945 - Sinularia conferta. (Dana, 1846) - Sinularia confusa. van Ofwegen, 2008 - Sinularia corpulenta. Li Chupu, 1982 - Sinularia corpulentissima. Manuputty & van Ofwegen, 2007 - Sinularia crassa. Tixier-Durivault, 1945 - Sinularia crebra. van Ofwegen, 2008 - Sinularia cristata. Tixier-Durivault, 1969 - Sinularia cruciata. Tixier-Durivault, 1970 - Sinularia crustaformis. Verseveldt & Benayahu, 1983 - Sinularia curvata. Manuputty & van Ofwegen, 2007 - Sinularia dactyloclados. Verseveldt & Benayahu, 1983 - Sinularia deformis. Tixier-Durivault, 1969 - Sinularia densa. (Whitelegge, 1897) - Sinularia depressa. Tixier-Durivault, 1970 - Sinularia diffusa. van Ofwegen, 2008 - Sinularia digitata. van Ofwegen, 2008 - Sinularia discrepans. Tixier-Durivault, 1970 - Sinularia dissecta. Tixier-Durivault, 1945 - Sinularia eilatensis. van Ofwegen, Benayahu & McFadden, 2013 - Sinularia elongata. Tixier-Durivault, 1970 - Sinularia erecta. Tixier-Durivault, 1945 - Sinularia exilis. Tixier-Durivault, 1970 - Sinularia facile. Tixier-Durivault, 1970 - Sinularia fibrilla. Lai & Long, 1981 - Sinularia fibrillosa. Li Chupu, 1982 - Sinularia finitima. van Ofwegen, 2008 - Sinularia firma. Tixier-Durivault, 1970 - Sinularia fishelsoni. Verseveldt, 1970 - Sinularia flabelliclavata. Verseveldt & Benayahu, 1983 - Sinularia flaccida. van Ofwegen, 2008 - Sinularia flexibilis. (Quoy & Gaimard, 1833) - Sinularia flexuosa. Tixier-Durivault, 1945 - Sinularia foliata. van Ofwegen, 2008 - Sinularia foveolata. Verseveldt, 1974 - Sinularia frondosa. Verseveldt, 1978 - Sinularia fungoides. Thomson & Henderson, 1906 - Sinularia gardineri. (Pratt, 1903) - Sinularia gaveshaniae. Alderslade & Shirwaiker, 1991 - Sinularia gaweli. Verseveldt, 1978 - Sinularia gibberosa. Tixier-Durivault, 1970 - Sinularia gonatodes. Kolonko, 1926 - Sinularia grandilobata. Verseveldt, 1980 - Sinularia granosa. Tixier-Durivault, 1970 - Sinularia gravis. Tixier-Durivault, 1970 - Sinularia grayi. Tixier-Durivault, 1945 - Sinularia gyrosa. (Klunzinger, 1877) - Sinularia halversoni. Verseveldt, 1974 - Sinularia heterospiculata. Verseveldt, 1970 - Sinularia hirta. (Pratt, 1903) - Sinularia humesi. Verseveldt, 1971 - Sinularia humilis. van Ofwegen, 2008 - Sinularia incompleta. Verseveldt & Benayahu, 1983 - Sinularia inelegans. Tixier-Durivault, 1970 - Sinularia inexplicita. Tixier-Durivault, 1970 - Sinularia inflata. Tixier-Durivault, 1970 - Sinularia jasminae. Alderslade & Shirwaiker, 1991 - Sinularia kavarattiensis. Alderslade & Shirwaiker, 1991 - Sinularia kotanianensis. Manuputty & van Ofwegen, 2007 - Sinularia lamellata. Verseveldt & Tursch, 1979 - Sinularia laminilobata. Malyutin, 1990 - Sinularia larsonae. Verseveldt & Alderslade, 1982 | - Sinularia leptoclados. (Ehrenberg, 1834) - Sinularia licroclados. Verseveldt & Benayahu, 1983 - Sinularia linnei. van Ofwegen, 2008 - Sinularia lochmodes. Kolonko, 1926 - Sinularia longula. Manuputty & van Ofwegen, 2007 - Sinularia loyai. Verseveldt & Benayahu, 1983 - Sinularia luxuriosa. van Ofwegen, 2008 - Sinularia macrodactyla. Kolonko, 1926 - Sinularia macropodia. (Hickson & Hiles, 1900) - Sinularia mammifera. Malyutin, 1990 - Sinularia manaarensis. Verseveldt, 1980 - Sinularia marenzelleri. (Wright & Studer, 1889) - Sinularia mauritiana. Vennam & Parulekar, 1994 - Sinularia maxima. Verseveldt, 1971 - Sinularia mayi. Lüttschwager, 1915 - Sinularia megalosclera. Alderslade, 1987 - Sinularia microclavata. Tixier-Durivault, 1970 - Sinularia microspiculata. Tixier-Durivault, 1970 - Sinularia minima. Verseveldt, 1971 - Sinularia mira. Tixier-Durivault, 1970 - Sinularia molesta. Tixier-Durivault, 1970 - Sinularia mollis. Kolonko, 1926 - Sinularia molokaiensis. Verseveldt, 1983 - Sinularia monstrosa. Li Chupu, 1982 - Sinularia multiflora. Dautova, van Ofwegen & Savinkin, 2010 - Sinularia muqeblae. Verseveldt & Benayahu, 1983 - Sinularia muralis. (May, 1899) - Sinularia nanolobata. Verseveldt, 1977 - Sinularia notanda. Tixier-Durivault, 1966 - Sinularia numerosa. Tixier-Durivault, 1970 - Sinularia ornata. Tixier-Durivault, 1970 - Sinularia ovispiculata. Tixier-Durivault, 1970 - Sinularia papillosa. Li Chupu, 1982 - Sinularia papula. van Ofwegen, 2008 - Sinularia parulekari. Alderslade & Shirwaiker, 1991 - Sinularia parva. Tixier-Durivault, 1970 - Sinularia paulae. Benayahu, 1998 - Sinularia pavida. Tixier-Durivault, 1970 - Sinularia peculiaris. Tixier-Durivault, 1970 - Sinularia pedunculata. Tixier-Durivault, 1945 - Sinularia platylobata. van Ofwegen & Benayahu, 1992 - Sinularia platysma. Alderslade & Baxter, 1987 - Sinularia polydactyla. (Eherenberg, 1834) - Sinularia portieri. Verseveldt, 1980 - Sinularia prattae. Verseveldt, 1974 - Sinularia procera. Verseveldt, 1977 - Sinularia prodigiosa. Verseveldt, 1977 - Sinularia pumila. Dautova, van Ofwegen & Savinkin, 2010 - Sinularia querciformis. (Pratt, 1903) - Sinularia ramosa. Tixier-Durivault, 1945 - Sinularia recurvata. Verseveldt & Benayahu, 1983 - Sinularia rigida. Dana, 1846 - Sinularia robusta. Macfadyen, 1936 - Sinularia sandensis. Verseveldt, 1977 - Sinularia sarmentosa. Dautova, van Ofwegen & Savinkin, 2010 - Sinularia scabra. Tixier-Durivault, 1970 - Sinularia schleyeri. Benayahu, 1993 - Sinularia schumacheri. Verseveldt & Benayahu, 1983 - Sinularia shlagmani. Benayahu & van Ofwegen, 2012 - Sinularia siaesensis. van Ofwegen, 2008 - Sinularia sipalosa. Long & Zheng & Zheng, 1981 - Sinularia slieringsi. van Ofwegen & Vennam, 1994 - Sinularia sobolifera. Verseveldt & Tursch, 1979 - Sinularia sublimis. van Ofwegen, 2008 - Sinularia tenella. Li Chupu, 1982 - Sinularia terspilli. Verseveldt, 1971 - Sinularia tessieri. Benayahu & van Ofwegen, 2012 - Sinularia torta. Dautova, van Ofwegen & Savinkin, 2010 - Sinularia triangula. Tixier-Durivault, 1970 - Sinularia tumulosa. van Ofwegen, 2008 - Sinularia ultima. van Ofwegen, 2008 - Sinularia uniformis. van Ofwegen, 2008 - Sinularia uva. Dautova, van Ofwegen & Savinkin, 2010 - Sinularia vanderlandi. van Ofwegen, 2001 - Sinularia variabilis. Tixier-Durivault, 1945 - Sinularia venusta. Tixier-Durivault, 1970 - Sinularia verruca. van Ofwegen, 2008 - Sinularia verrucosa. Tixier-Durivault, 1970 - Sinularia verseveldti. van Ofwegen, 1996 - Sinularia vervoorti. Verseveldt, 1977 - Sinularia vrijmoethi. Verseveldt, 1971 - Sinularia whiteleggei. Lüttschwager, 1914 - Sinularia woodyensis. van Ofwegen, 2008 - Sinularia yamazatoi. Benayahu, 1995 |

## Hábitat y distribución
Viven en los bordes y las lagunas del arrecife. Normalmente anclados en rocas y corales muertos o al sustrato.
Se les encuentra ampliamente distribuidos en el océano Indo-Pacífico y en el mar Rojo.

## Alimentación
Sinularia contiene gran cantidad de algas simbióticas llamadas zooxantelas. Las algas realizan la fotosíntesis produciendo oxígeno y azúcares, que son aprovechados por los corales, y se alimentan de los catabolitos del coral(especialmente fósforo y nitrógeno). No obstante, se alimentan, tanto de los productos que generan estas algas (entre un 75 y un 90 %), como de las presas de fitoplancton, que capturan ayudados de sus minúsculos pólipos.

## Reproducción
Se reproduce con enorme facilidad. Asexualmente, por brotes y por esquejes. Sexualmente: las colonias son macho o hembra y desovan en la columna de agua donde se produce la fertilización.

## Mantenimiento
Para evitar plagas que pudieran traer los nuevos corales adquiridos es beneficioso darles un baño corto de una solución desinfectante con yodo.
Sinularia es un coral de los más resistentes en cautividad; sensible, no obstante, a los cambios de salinidad y a la radiación ultravioleta. Conviene no situarla junto a corales duros, porque desprende sustancias químicas (terpenoides) que resultan tóxicos para ellos.

## Galería

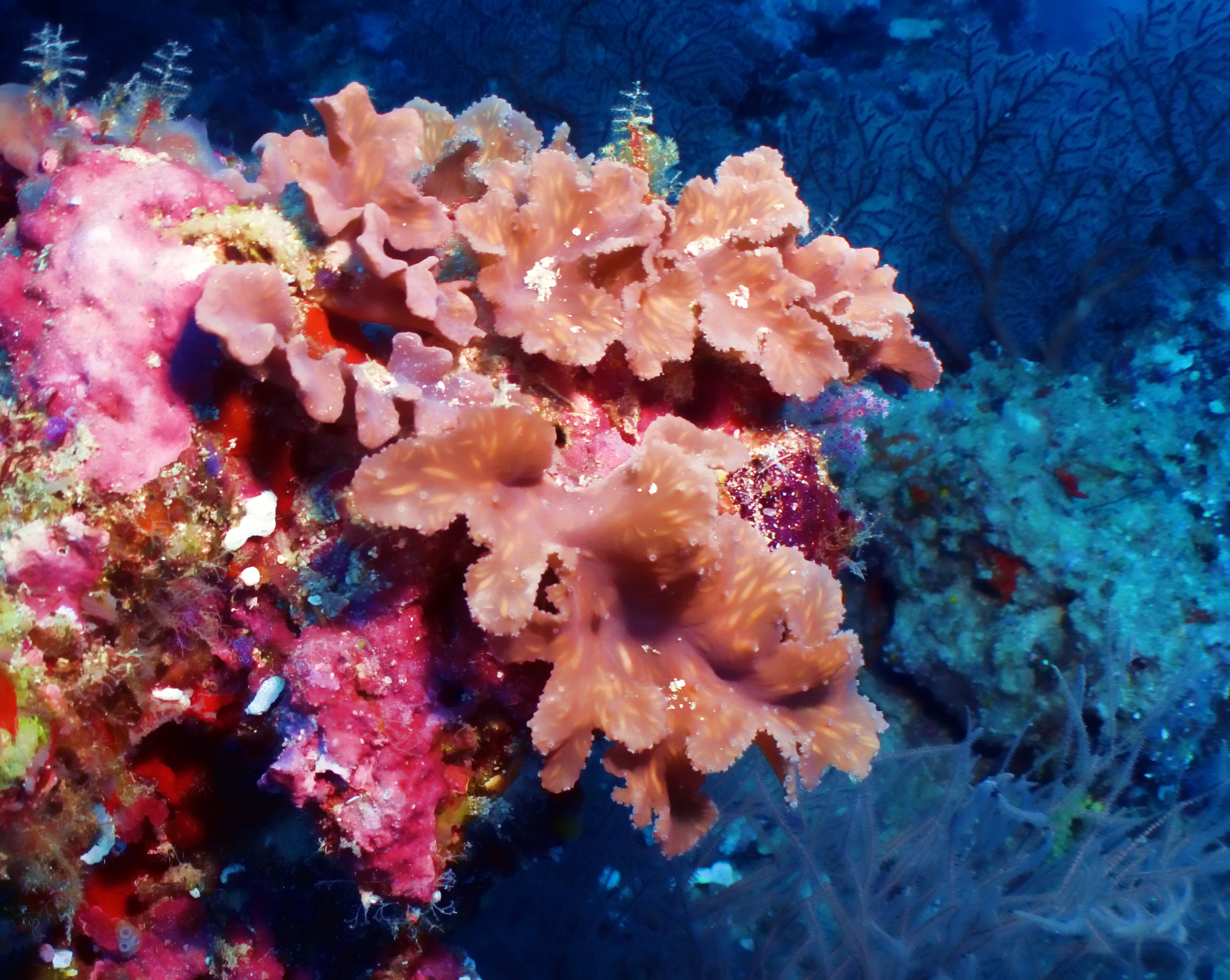
Sinularia brassica en Maldivas
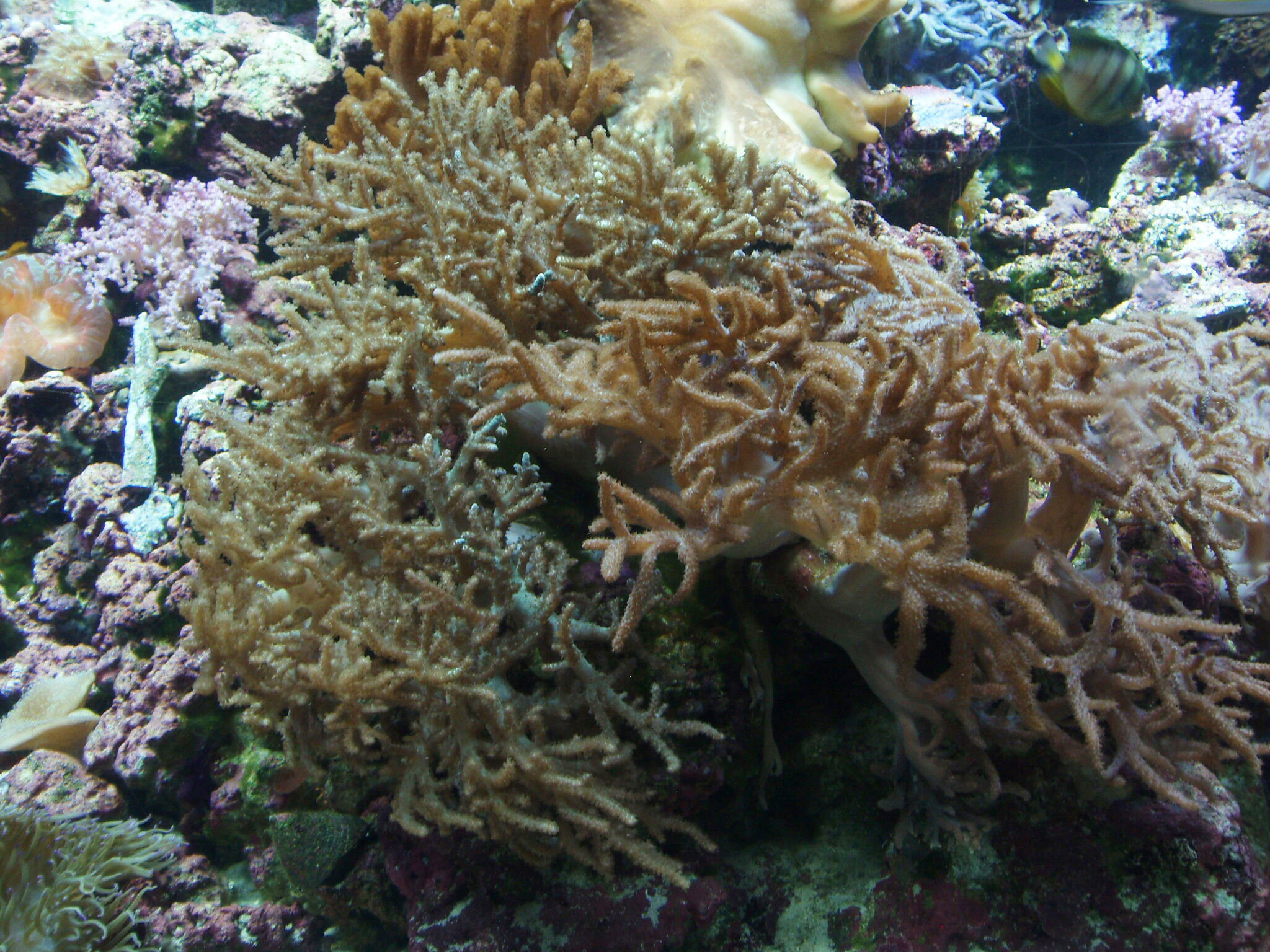
S. flexibilis en acuario. Tokyo.
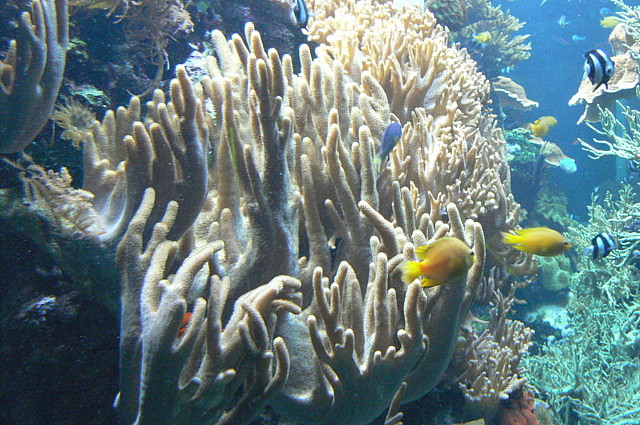
Sinularia polydactyla
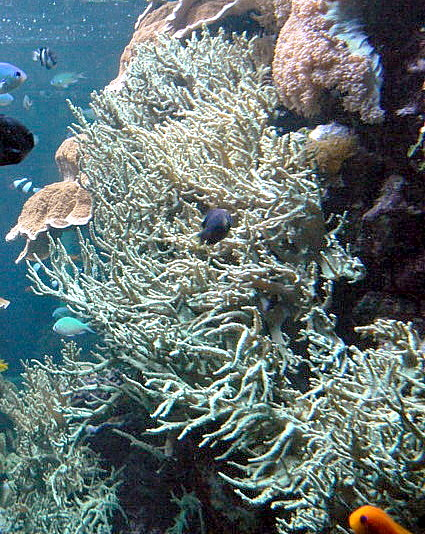
Sinularia flexibilis.
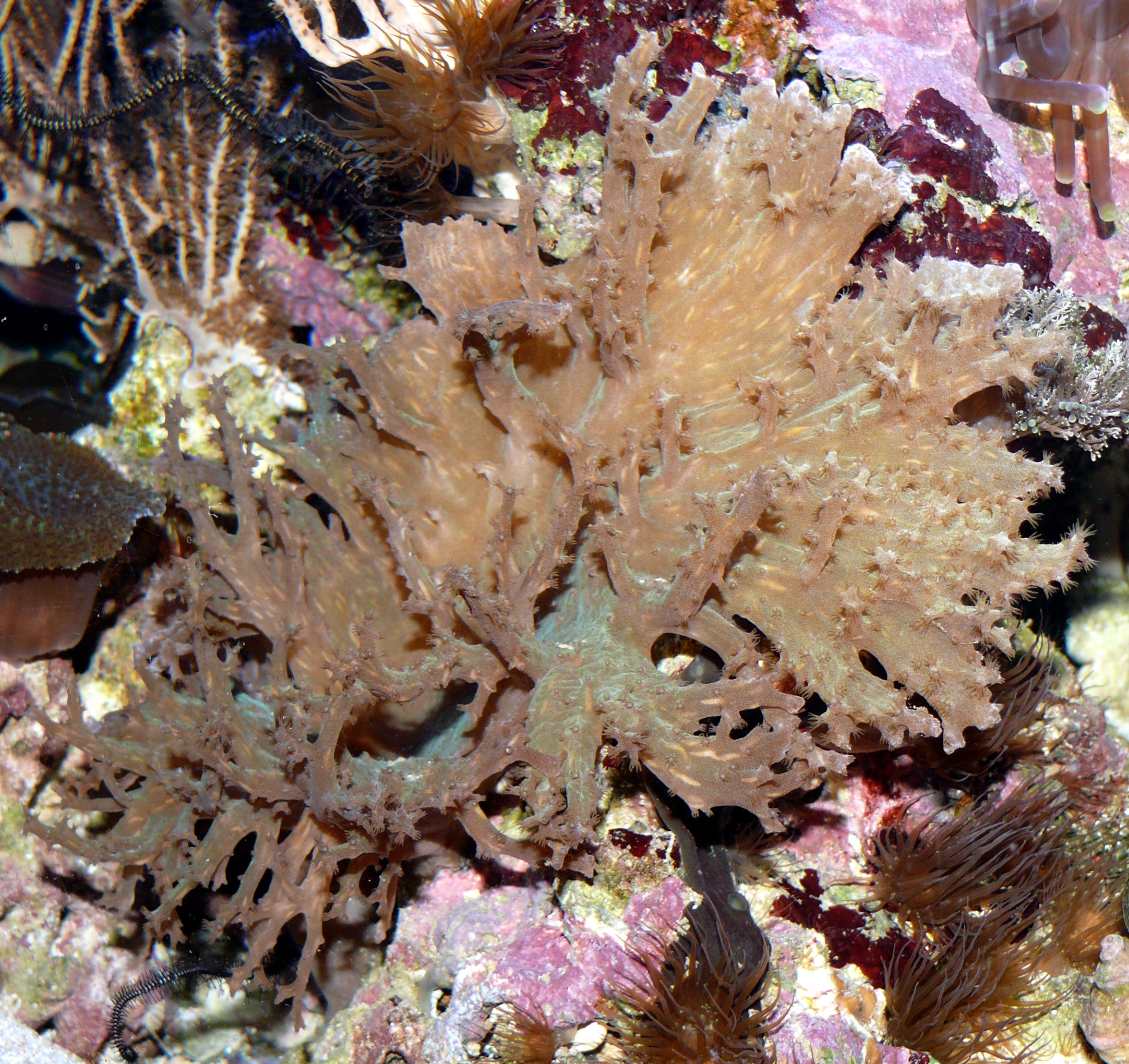
Sinularia dura.
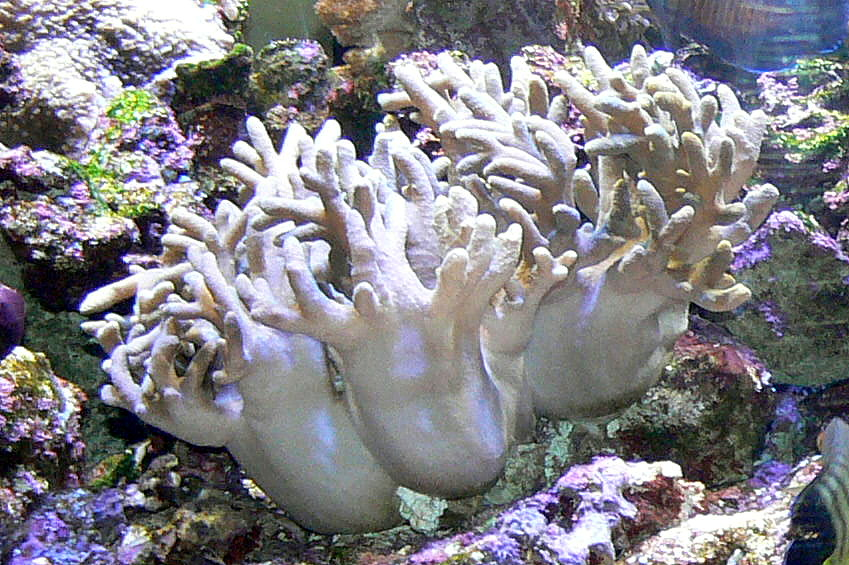
Sinularia sp.